# 79418 Чжанцзяцзє
79418 Чжанцзяцзє (79418 Zhangjiajie) — астероїд головного поясу, відкритий 3 червня 1997 року.
Тіссеранів параметр щодо Юпітера — 3,504.
Названо на честь китайського міста-префектури Чжанцзяцзє (кит.: 珠海), що знаходиться у провінції Хунань КНР.